# Joseph V. Brady
Joseph (Joe) Vincent Brady (New York, 28 maart 1922 – Baltimore, 19 juli 2011) was een Amerikaans behavioristisch psycholoog en gedragsfarmacoloog. Hij verwierf bekendheid door zijn gedragsanalytisch neurowetenschappelijk dieronderzoek, onder meer in verband met stress en drugs, en voor zijn onderzoek in functie van de ruimtevaart. Hij was een van de pioniers van de gedragsanalyse. Lange tijd werkte hij als militair onderzoeker voor het Amerikaanse leger.

## Studies
In 1943 behaalde hij zijn Bachelor of Science in de psychologie aan de Universiteit van Fordham in New York. Tijdens de Tweede Wereldoorlog ging hij in het Amerikaans leger en werd naar Europa gezonden. Na de oorlog werd hij toegewezen aan een militair psychiatrisch ziekenhuis in Duitsland. Zonder specifieke opleiding ging hij er aan de slag als psycholoog en kenner van de rorschachtest. Vanaf 1948 studeerde hij vanuit het leger verder aan de Universiteit van Chicago. Via zijn hoogleraar Howard (F) Hunt raakte hij er erg geïnteresseerd in de gedragsanalyse en de operante conditionering van Burrhus Skinner. In 1951 behaalde hij er de graad van Doctor of Philosophy (PhD) met onderzoek naar de invloed van elektroshocks op geconditioneerde angst bij ratten.

## Werk
In 1951 werd hij als militair onderzoeker toegewezen aan het Walter Reed Army Institute of Research (de onderzoeksvleugel van het Walter Reed Army Medical Center) in Washington D.C. Van 1951 tot 1963 was hij er hoofd van het Departement Experimentele Psychologie en van 1963 tot 1971 adjunct-directeur van de Afdeling Neuropsychiatrie. Hij maakte er deel uit van een van de eerste interdisciplinaire neurowetenschappelijke teams. Als militair behaalde hij de graad van kolonel.
Terwijl hij verbonden bleef aan het Walter Reed onderzoeksinstituut, werd hij van 1955 tot 1968 adjunct-hoogleraar aan de Universiteit van Maryland, waar hij een psychofarmacologisch laboratorium oprichtte. De eerste die er onder zijn mentorschap afstudeerde was Charles Schuster, de latere directeur van het National Institute on Drug Abuse (NIDA). Aan de Universiteit van Maryland werd hij tevens directeur van het Space Research Laboratory, waar hij verantwoordelijk was voor de training van de eerste Amerikaanse dieren die de ruimte ingestuurd zouden worden. Hij werkte er samen met de National Aeronautics and Space Administration (NASA). Aan de Johns Hopkins-universiteit richtte hij het Programmed Environment Research Center op.
Brady verwierf snel erkenning voor zijn psychofarmacologisch onderzoek. Farmaceutische bedrijven gingen bij hem te rade. Door zijn invloed konden heel wat andere gedragsanalytisch geschoolde onderzoekers aan de slag in de industrie.
In 1960 richtte Brady het Institute for Behavioral Research (IBR) op te Baltimore. Het IBR had als doel onderzoek bij mensen en dieren te stimuleren en toe te passen. Reeds snel richtte het zich op onderzoek en behandeling van verslaving, met onder meer het opstarten van een mobiele eenheid voor de behandeling van zware verslaafden met methadon. Het IBR werd later hernoemd naar Institutes for Behavior Resources.
In 1970 eindigde zijn militaire loopbaan. Aan de Johns Hopkins School of Medicine (de medische tak van de universiteit) richtte hij dan de Division of Behavioral Biology op in het Departement of Psychiatry and Behavioral Sciences.

## Onderzoeksdomeinen
Brady leverde belangrijk onderzoek in verband met stress, waarbij hij onder meer aantoonde dat psychische stress veel schadelijker kan zijn dan fysische. In een bekend artikel uit 1958 toonde hij aan dat apen onder psychische stress maagzweren konden ontwikkelen en er zelfs aan sterven.
Naast stress werd ook medicatieonderzoek een blijvend aandachtspunt voor Brady. Hiermee was hij een van de eersten die de bruikbaarheid van operante conditionering bij dieren voor onderzoek naar de effecten van psychofarmaca en andere psychoactieve middelen aantoonde en het domein van de gedragsfarmacologie vorm gaf. Zijn eerste publicatie hierover dateert van 1956.
In het verlengde van de gedragsfarmacologie voerde Joseph Brady ook heel wat onderzoek naar druggebruik en de gevolgen ervan.
Een heel ander onderzoeksdomein had te maken met ruimtevaart. Zijn onderzoek hierrond is situeert zich rond twee grote thema's: trainen van de dieren die de ruimte in moesten en onderzoek naar kleine geprogrammeerde (kunstmatige) menselijke omgevingen. Het ruimtevaartonderzoek begon voor Brady eind jaren 1950. Zijn artikel over "executive monkeys" had veel aandacht getrokken. De NASA had plannen voor ruimtemissies met dieren en zocht nog deskundigen om dit mee voor te bereiden. Wernher von Braun contacteerde toen Joseph Brady met de vraag of hij mee wilde werken aan het trainen van apen voor deze missies. Brady stapte mee in het programma en begon met het trainen van de eerste Amerikaanse apen die de ruimte in gingen en ook behouden terugkeerden: het doodshoofdaapje Able en de resusaap Miss Baker. Zij werden gelanceerd in 1959 en bleven slechts 16 minuten in de ruimte. Vanaf juli 1959 startte hij de training van de chimpansee Ham die begin 1961 als eerste chimpansee de ruimte in ging. Later dat jaar volgde de chimpansee Enos, waarvan Brady ook de training had gesuperviseerd.

In functie van de ruimtevaart ontwierp hij verder testprotocollen voor astronauten. Aansluitend hierop deed hij onderzoek naar het samenleven in een kleine ruimte en naar het vestigen van nieuwe samenlevingen in de ruimte.
Tot slot maakte Brady actief deel uit van de National Commission for the Protection of Human Subjects of Biomedical and Behavioral Research die in 1978 het nog steeds belangrijke Belmont Report schreef (gepubliceerd in 1979). Dit verslag behandelde de ethische principes en richtlijnen ter bescherming van proefpersonen in wetenschappelijk onderzoek.

## Erkenning
- In 1991 ontving Brady de APA Distinguished Scientific Award for the Applications of Psychology van de American Psychological Association.[13][14]
- In 1996 ontving hij de "Distinguished Service to Behavior Analysis" award van de Society for the Advancement of Behavior Analysis.[15]
- Division 28 van de American Psychological Association reikt sinds 2000 jaarlijks een prijs uit aan onderzoekers die minstens 15 jaar hun doctoraat hebben behaald en die belangrijk gedragsonderzoek hebben gedaan binnen het domein van de psychofarmacologie of verslaving. Deze prijs werd genoemd naar Brady en zijn collega-student Schuster: de MED Associates Brady-Schuster Award.[16]
- In 2004 ontving Brady de PB Dews Lifetime Achievement Award in Behavioral Pharmacology.[17]
- Omstreeks 2010 werd in de Institutes for Behavior Resources het "Joseph V. Brady Behavioral Sciences Center" opgericht, gericht op gedragsonderzoek over en hulp bij verslaving.[18]
- Zijn overlijden werd gemeld in grote kranten en op websites van belangrijke onderzoeksinstellingen.[19][20][21][22][23]

- International Standard Name Identifier: 0000 0000 8470 1066
- Library of Congress Control Number: n84000770
- Mathematics Genealogy Project: 203289
- Nationale Bibliotheek van Israël: 987007420705805171
- SNAC: w6dc1cjf
- Système universitaire de documentation: 224933035
- Virtual International Authority File: 112362185
- WorldCat: E39PBJy49jkRPH6V3rhf3yhCQq